# Lepthyphantes ibericus
Lepthyphantes ibericus är en spindelart som beskrevs av Ignacio Ribera 1981. Lepthyphantes ibericus ingår i släktet Lepthyphantes och familjen täckvävarspindlar.
Artens utbredningsområde är Spanien. Inga underarter finns listade i Catalogue of Life.